# 五日戰爭
《五日戰爭》（英語：5 Days of War，又譯《八月戰事》），芬蘭導演雷尼·哈林在2009年10月拍攝執導的戰爭片，2011年6月5日於格魯吉亞正式上映。拍攝成本估計達2千萬美元。
該片主要敘述在2008年發生期間，一群美國戰地記者冒險犯難的故事，主要從格魯吉亞方面和觀點描述。

## 外部連結
- 官方网站
- AllMovie上《五日戰爭》的资料（英文）
- Box Office Mojo上《五日戰爭》的資料（英文）
- 互联网电影数据库（IMDb）上《五日戰爭》的资料（英文）
- Metacritic上《五日戰爭》的資料（英文）
- 爛番茄上《五日戰爭》的資料（英文）
- 繁體中文預告片 - Youtube （页面存档备份，存于）